# Schefflera umbellata
Schefflera umbellata är en araliaväxtart som först beskrevs av Nicholas Edward Brown, och fick sitt nu gällande namn av René Viguier. Schefflera umbellata ingår i släktet Schefflera och familjen araliaväxter. Inga underarter finns listade.